# Festival Celtica

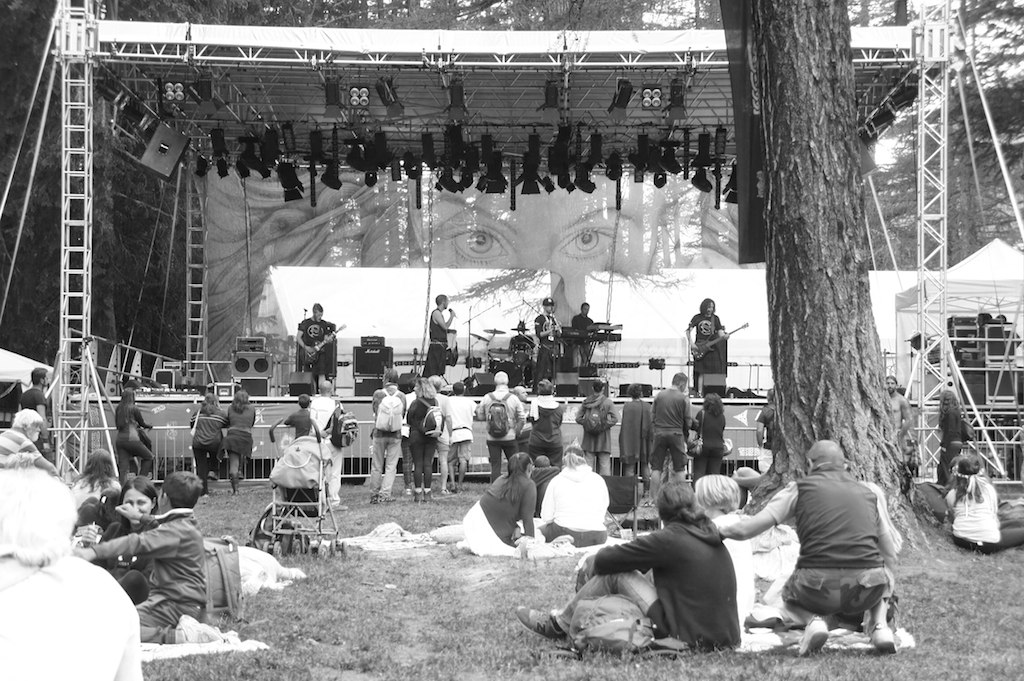
Il palco dei concerti nel bosco del Peuterey durante l'edizione 2013

Il Festival Celtica, o dalla sua denominazione ufficiale CELTICA Valle d'Aosta. Festa Internazionale di Musica, Arte e Cultura Celtica, è un festival di musica celtica nato nel 1997 che ha luogo ogni anno in Valle d'Aosta, principalmente in Val Vény, nel comune di Courmayeur.
Riunisce gruppi musicali e artisti provenienti dai Paesi e regioni di origine e tradizioni celtiche durante il primo weekend di luglio.

## Luoghi
Celtica si svolge tradizionalmente nel bosco del Peuterey in val Vény e a Courmayeur, ma a partire dal 2001 sono stati organizzati eventi anche a Morgex, Pré-Saint-Didier, Bard (in particolare al forte di Bard), La Thuile, Aosta e Saint-Vincent. In alcuni anni sono state coinvolte con concerti, sfilate e spettacoli di danza anche Chamonix-Mont-Blanc, Saint-Nicolas, Saint-Pierre, Brusson, Châtillon, Rhêmes-Saint-Georges, La Salle e Sarre.

## Descrizione
Celtica riunisce ogni anno artisti di spicco provenienti dalle nazioni celtiche per celebrare e diffondere la cultura celtica, in particolare nell'ambito musicale, con concerti, esibizioni di danza e teatro, sfilate, mostre, workshop e animazioni per adulti e bambini.

## Artisti
Molti artisti rinomati hanno suonato a Celtica, tra questi ci sono:
- Anne-Gaëlle Cuif
- Bagad ar Meilhoù Glaz
- Bagad Cap Caval
- Bagad Roñsed-Mor
- Bodh'aktan
- Athy
- Gens d'Ys
- Innova Irish Dance Company
- Vincenzo Zitello